# Pàvel Sukhoi
Pàvel Sukhoi (belarús: Павел Восіпавіч Сухі)  (Glibókaie, 10 de juliol de 1895 (Julià) - Moscou, 15 de setembre de 1975), nom complet amb patronímic en belarús Pàviel Vòssipavitx Sukhí, rus: Па́вел О́сипович Сухо́й, Pável Óssipovitx Sukhoi, fou un enginyer aeroespacial i dissenyador d'avions soviètic, conegut com el fundador de l'Oficina de Disseny Sukhoi.Sukhoi va dissenyar avions militars amb Túpolev i Sukhoi durant 50 anys, i va produir molts avions soviètics notables com el Su-7, Su-17 i el Su-24. Els seus avions van establir dos rècords mundials d’altitud (1959, 1962) i dos rècords mundials de velocitat (1960, 1962). Sukhoi va ser distingit a la Unió Soviètica com a Heroi del Treball Socialista i va rebre tres vegades l'Orde de Lenin.